# Retortenbaby
Retortenbaby ist ein Schlagwort zur Bezeichnung eines Kindes, das durch künstliche Befruchtung gezeugt wurde. Retorte ist die Bezeichnung eines Kolbengefäßes und wird hier symbolisch im Sinne einer künstlichen oder planmäßigen Herstellung verwendet.

## Geschichte
Das erste auf diese Weise gezeugte Kind, Louise Brown, kam am 25. Juli 1978 im englischen Oldham (bei Manchester) zur Welt. Das zweite, Alastair MacDonald, wurde am 14. Januar 1979 ebenfalls in Großbritannien geboren. Das dritte, Candice Reed, kam am 23. Juni 1980 in Australien zur Welt. Am 28. Dezember 1981 wurde in Norfolk (Virginia) Elizabeth Carr, das erste so gezeugte Kind in den USA, geboren.
Das erste deutsche „Retortenbaby“ Oliver W. kam am 16. April 1982 am Universitätsklinikum Erlangen zur Welt. Der verantwortliche Arzt war Dr. Siegfried Trotnow. Nach dem Erfolg meldeten sich der Klinik zufolge in der Bundesrepublik 560 Frauen, die ebenfalls auf diese Weise ein Kind bekommen wollten. Das Klinikum konnte nach eigenen Angaben aber nur 60 Frauen behandeln.
1985 kamen in Deutschland die ersten „Retortendrillinge“ zur Welt (Frauenklinik der Universität München, Maistraße).

## Mehrlingswahrscheinlichkeit
Weil pro Behandlung bis zu drei befruchtete Eizellen in die Gebärmutter eingesetzt werden, bekommen im Durchschnitt 18 Prozent der Frauen Zwillinge, zwei Prozent Drillinge.

## Verbreitung
Von April 1982 bis April 2002 wurden in Deutschland rund 100.000 Kinder nach einer In-vitro-Fertilisation geboren.
2007 schätzte man die Zahl der Geburten, die weltweit durch künstliche Befruchtung zustande kamen, auf über drei Millionen.

## Ehrung
Im Oktober 2010 ging der Nobelpreis für Physiologie oder Medizin an den im Jahre 1925 geborenen britischen Wissenschaftler Robert G. Edwards. Der Vatikan kritisierte die Verleihung scharf.
Die Forschungen des Briten zur In-vitro-Fertilisation (IVF) hatten die Geburten von Retortenbabys möglich gemacht.